# Dericorys lobata
Dericorys lobata is een rechtvleugelig insect uit de familie Dericorythidae. De wetenschappelijke naam van deze soort is voor het eerst geldig gepubliceerd in 1840 door Brullé.